# Fenestella compressa
Fenestella compressa is een mosdiertjessoort uit de familie van de Fenestellidae. De wetenschappelijke naam van de soort is voor het eerst geldig gepubliceerd in 1879 door Ulrich, 1890 non Hall.